# El Prat (Llobera)
El Prat és una masia situada al municipi de Llobera, a la comarca catalana del Solsonès.